# 札幌市立前田北中学校
札幌市立前田北中学校（さっぽろしりつまえだきたちゅうがっこう）は、北海道札幌市手稲区前田にある、札幌市の公立中学校である。
生徒の主な出身小学校は、札幌市立前田北小学校、札幌市立前田中央小学校。通称は「まえきた」「きたちゅう」。

## 所在地
- 北海道札幌市手稲区前田10条15丁目8-1

## 沿革
- 1994年（平成6年） - 札幌市立前田北中学校開校。